# What the World Needs Now Is Love
What the World Needs Now Is Love is een populair nummer uit 1965. De liedtekst is geschreven door Hal David en de muziek is gecomponeerd door Burt Bacharach. De eerste artiest die een versie uitbracht was Jackie DeShannon op 15 april 1965 door de platenmaatschappij Imperial Records nadat een geplande uitgave door zustermaatschappij Liberty Records gestaakt werd. Deze eerste versie bereikte nummer een op de Canadese hitlijst, en nummer zeven op de Amerikaanse Billboard Hot 100.

## Compositie
Bacharach gaf toe in zijn autobiografie dat het nummer voor David een van de moeilijkste teksten was om te schrijven, ondanks het toegankelijke karakter als een pophit. De hoofdmelodie en refrein waren reeds geschreven in 1962, geconcentreerd rond een walstempo, maar het duurde nog twee jaar voordat David de tekst "Lord, we don't need another mountain" schreef. Na het uitwerken van de strofes, aldus Bacharach, "schreef het nummer zichzelf" en rondde het duo het nummer af in een tweetal dagen.
De populariteit van het nummer kwam als een totale verrassing voor de auteurs, aangezien ze op de hoogte waren van de controverse en onenigheid rond de Vietnamoorlog, wat de impliciete boodschap was van Davids tekst. Bacharach bleef het nummer gebruiken als intro en einde van het grootste deel van zijn liveshows.

## Opnames

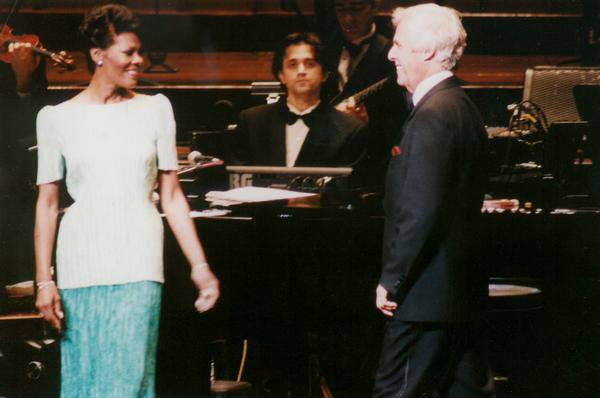
Burt Bacharach en Dionne Warwick tijdens een concert in Dallas in 1995

What the World Needs Now Is Love was oorspronkelijk aangeboden aan Dionne Warwick, die het aanbod afsloeg omdat ze het te country en te belerend vond, hoewel ze het later opnam voor haar album Here Where There Is Love. Warwick nam tevens een tweede versie op in 1996, dat net de US Hot 100-hitlijst behaalde. Bacharach geloofde initieel niet in het nummer en aarzelde om het aan DeShannon te tonen. Gene Pitney weigerde het nummer ook, naar verluidt vanwege een financieel dispuut. DeShannons versie werd opgenomen op 23 maart 1965 in de Bell Sound Studios in New York. Bacharach arrangeerde, dirigeerde en produceerde de sessie.

## Versie van Tom Clay
Naast de hit van DeShannon en de vele covers van het nummer fungeerde What the World Needs Now Is Love als basis voor een remix uit 1971. Diskjockey Tom Clay werkte in het radiostation KGBS in Los Angeles toen hij de single What the World Needs Now Is Love / Abraham, Martin and John creëerde als maatschappelijke commentaar, wat een onverwachte hit werd. In deze versie horen we onder andere geluidsfragmenten van toespraken bij John F. Kennedy en Robert F. Kennedy, en de eulogie van Ted Kennedy na Roberts moord, andere fragmenten van Martin Luther King, Jr. en nieuwsberichten over de verschillende moorden.

## Verwijzingen in populaire cultuur
What the World Needs Now Is Love is in vele films gebruikt, in het bijzonder Bob & Carol & Ted & Alice en For the Love of Fred (als einde gebruikt bij beide films), Austin Powers: International Man of Mystery, My Best Friend's Wedding, Bridget Jones: The Edge of Reason,  The Boss Baby,  Hot Shots!, Happy Gilmore, en Forrest Gump.
- Twee versies van het nummer, waarvan een door Bacharach uitgevoerd, zijn te horen op het einde van de film Austin Powers in Goldmember.
- In 2017 is het nummer opgenomen door Missi Hale voor de film The Boss Baby.
- In de Netflixserie Green Eggs and Ham wordt het nummer gespeeld in de laatste aflevering van het eerste seizoen tijdens een presentatie bij het SnerzDay-gala.
- Dionne Warwick zong het nummer tijdens het eerste deel van de seizoensfinale van seizoen drie van de Amerikaanse versie van The Masked Singer. Warwick was eerder een deelneemster in hetzelfde seizoen. Ze zong het samen met de finalisten Kandi Burruss, Bow Wow en Jesse McCartney als steunbetuiging aan de eerstelijnsgezondheidswerkers tijdens de Coronapandemie. Tijdens de voorstelling waren er cameos van juryleden Nicole Scherzinger, Robin Thicke, Jenny McCarthy en Ken Jeong.
- In de kerstreclame van Boots The Chemist werd het nummer gezongen door Rachel Chinouriri.[8]

## Andere opnames

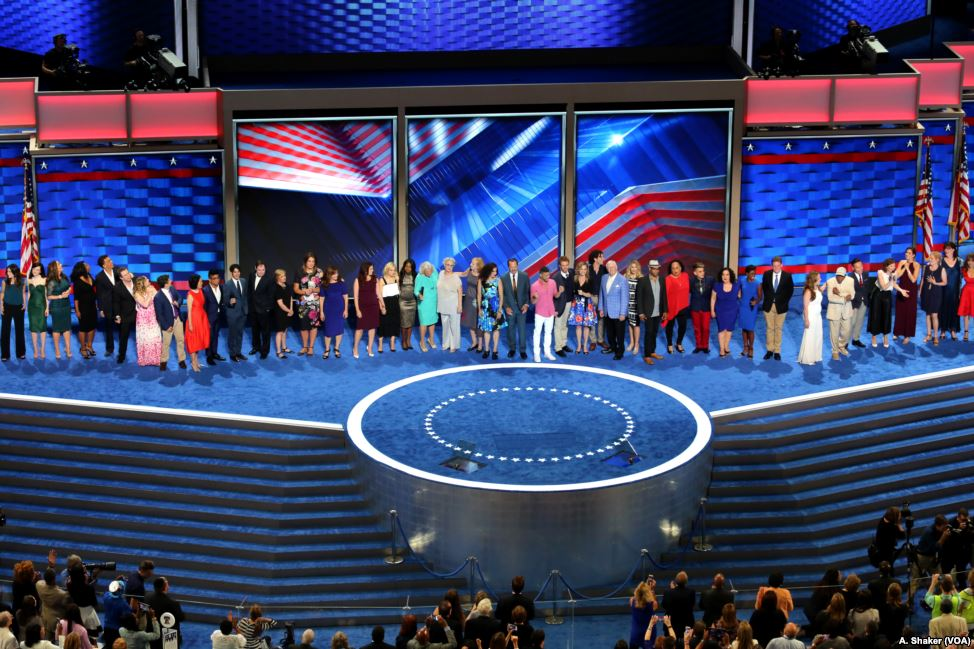
De sterren van Broadway zingen What the World Needs Now Is Love tijdens de Democratic National Convention in 2016

Cilla Black nam een versie op in 1967 voor haar album Sher-oo!. Blacks versie is een arrangement van Mike Vickers. Bacharach zei hierover: "… er waren niet veel witte zangeressen die de emoties konden overdragen die ik in veel van door mij geschreven songs hoorde, maar dit veranderde door mensen als Cilla Black".
De Britse Petula Clark nam een liveversie op in de Royal Albert Hall op 14 februari 1974 met een arrangement van Peter Knight. Het werd uitgebracht door Polydor op haar album Live in London.
Luther Vandross op zijn album uit 1994, Songs.
In de nasleep van de schietpartij in Orlando op 12 juni 2016 nam een groep artiesten een benefietsingle op ten voordele van het LGBT-centrum van Centraal Florida. Deelnemers waren onder andere Sarah Jessica Parker, Carole King, Idina Menzel, Kristen Bell, Audra McDonald, Lin-Manuel Miranda, Whoopi Goldberg, Nathan Lane en Kate Shindle.
The Supremes namen een cover op en belandde op hun album uit 1968 genaamd Reflections.
Vele andere versies zijn opgenomen door Amerikaanse en internationale artiesten, waaronder Diana Ross (album A Very Special Season, 1994), Tom Jones (Bigband-versie op album I Who Have Nothing, 1970), Trijntje Oosterhuis (Best of Burt Bacharach Live, 2009), Barry Manilow (album The Greatest Songs of the Sixties, 2006).

## NPO Radio 2 Top 2000
| Nummer met noteringen in de NPO Radio 2 Top 2000 | '99  | '00  |
| ------------------------------------------------ | ---- | ---- |
| What the World Needs Now Is Love                 | 1677 | 1751 |

1. ↑  Een vetgedrukt getal geeft de hoogste notering aan.
2. ↑  Deze tabel is bijgewerkt tot en met de laatste editie (2024).